# Rhadinosticta simplex
Rhadinosticta simplex is een libellensoort uit de familie van de Isostictidae, onderorde juffers (Zygoptera).
De wetenschappelijke naam van de soort is voor het eerst geldig gepubliceerd in 1901 door Martin.